# Michał Kleofas Ogiński

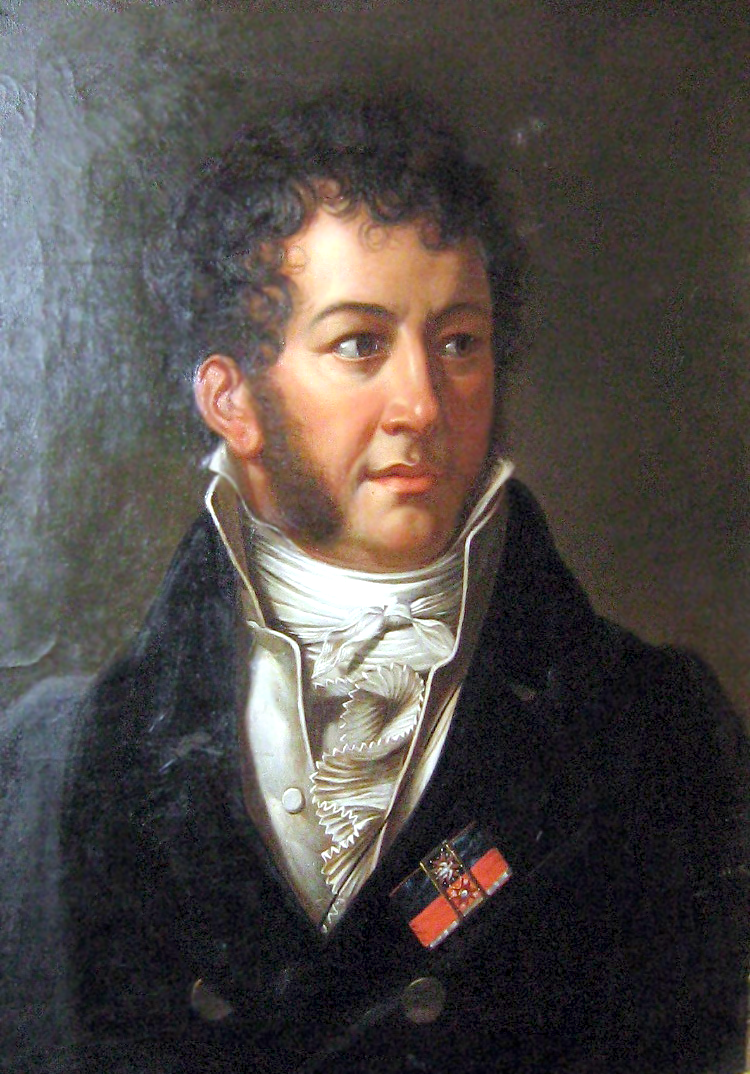
Michał Kleofas Ogiński.

Michał Kleofas Ogiński (litauiska: Mykolas Kleopas Oginskis), född 7 oktober 1765 i Guzów, död 15 oktober 1833 i Florens, var storskattmästare av Litauen. Han var brorson till Michał Kazimierz Ogiński.

## Biografi
Ogiński kämpade med Tadeusz Kościuszko 1794 och måste fly, men återvände 1802, emigrerade 1807 ånyo efter freden i Tilsit, men återkom 1810 samt var till 1815 senator i storhertigdömet Warszawa och levde därefter i Italien. Han blev som tonsättare berömd företrädesvis genom polonäser. Han författade Mémoires sur la Pologne et les polonais depuis 1788 à 1815 (fyra band, 1826–27).